# Lego Batman 3: Beyond Gotham
Lego Batman 3: Beyond Gotham (с англ. — «Лего Бэтмен: Покидая Готэм») — компьютерная игра 2014 года, разработанная Traveller’s Tales и изданная Warner Bros. для персональных компьютеров под управлением Windows и OS X, а также игровых приставок PlayStation 3, PlayStation 4, PlayStation Vita, Xbox 360, Xbox One, Wii U и Nintendo 3DS. Игра является сиквелом игры Lego Batman 2: DC Super Heroes. Игра вышла в Северной Америке 11 ноября 2014 года. Анонсирована была 27 мая 2014 года.

## Игровой процесс
Игровой процесс похож на другие видеоигры Lego (например, Lego Marvel Super Heroes). Одним из главных нововведений Lego Batman 3 стали уровни в жанре shoot ’em up. По ходу прохождения, игроки могут посетить такие локации, как Бэтпещера, Зал Справедливости, Сторожевая башня, Чертог Рока, Лунная база и планеты Фонарей (Оа, Нок, Одим, Замарон, Окаара, Исмолт и Квард).

## Сюжет
Андроид Брэйниак захватывает Святого Уокера, Звёздный Сапфир, Индиго-1, Синестро, Атроцитуса и Ларфлиза. На Земле злодей Убийца Крок сбегает с украденными чертежами. Брюс Уэйн и Дик Грейсон преследуют Крока по канализации, но тот всё равно отдаёт чертежи своим союзникам (Соломон Гранди, Светлячок, Гепарда, Джокер).
Брюс изучает загадочный НЛО в космосе, и тот захватывает разум героя. Робин и Альфред Пенниуорт приводят Бэтмена в чувство. Лекс Лютор обезвреживает Человека-ястреба и проводит злодеев в портал до Сторожевой Башни — штаб-квартиры Лиги Справедливости. Злодеи захватывают Башню.
Добравшись до Башни, Бэтмен, Робин и Лига Справедливости останавливают их. Брэйниак раскрывает свой план: используя эмоциональный спектр Фонарей, андроид сможет уменьшить Землю и добавляет её в свою коллекцию. Герои и злодеи решают объединиться перед общей угрозой. Все добираются до корабля Брэйниака и освобождают Фонарей, и тем самым освобождая спектры, которые попадают в персонажей, вызывая у них те же эмоции. Так, Флэш становится жадным, Киборг всего боится, Чудо-женщина на всё злится, Джокер всех кругом полюбил, а Лекс Лютор проникается ко всем сочувствием. Несмотря на то, что героям удаётся победить Брэйниака, он всё же успевает уменьшить Землю.
Чтобы вернуть планете прежние размеры, нужны кристалл и батареи Фонарей. Супермен и злодеи отправляются к Крепости Одиночества за кристаллом, Марсианский Охотник, Киборг и Флэш — на планеты Фонарей-союзников, Бэтмен, переодетый в Джокера, Робин, переодетый в Лютора, Диана, переодетая в Гепарду, Хэл Джордан и Соломон Гранди — на планеты Фонарей-врагов.
В тот момент, когда батареи были доставлены в Крепость, Синестро, Ларфлиз и Атроцитус тоже туда проникают. С их помощью кристалл напитывается энергией, но Кларк вырастает до гигантских размеров. Брэйниак решает захватить контроль над большим Кентом и натравляет его на героев. Брюс после неудачных попыток всё же приводит Кларка в чувство и Брэйниак оказывается побежденным.
Тем временем Лекс Лютор приводит свой начальный план в действие: он становится президентом. Однако герои снова останавливают его.
В сцене после титров Джокер и Лекс Лютор сидят в одной камере с уменьшенным и помещённым в бутылку Брэйниаком. После многочисленных насмешек со стороны Лекса и Джокера, Лютор случайно задевает бутылку и она разбивается, высвобождая Брэйниака и тем самым возвращая его прежние размеры.

## Отзывы и продажи
| Сводный рейтинг       | Сводный рейтинг                                                            |
| Агрегатор             | Оценка                                                                     |
| --------------------- | -------------------------------------------------------------------------- |
| GameRankings          | 74,77 % (XONE) 74,06 % (PS4)                                               |
| Metacritic            | 73/100 (PS4, 43 обзоров) 74/100 (XOne, 25 обзоров) 78/100 (iOS, 5 обзоров) |
| Русскоязычные издания |                                                                            |
| Издание               | Оценка                                                                     |
| PlayGround.ru         | 7,5/10                                                                     |

Игра получила смешанные отзывы. На сайте-агрегаторе Metacritic средняя оценка игры составляет 73 из 100 на основе 43 обзоров для платформы PS4.
Летом 2018 года, благодаря уязвимости в защите Steam Web API, стало известно, что точное количество пользователей сервиса Steam, которые играли в игру хотя бы один раз, составляет 330 037 человек.